# Yapiko Animation
Yapiko Animation（ヤピコ・アニメーション）は、フランスと日本に拠点を置くフランスのアニメ制作会社。日仏のフリーランスのアニメーターで構成される。

## 概要
2012年にエディ・メホング（Eddie Mehong）、ジャン＝ルイ・バンデストック（Jean-Louis Vandestoc）、セブリーヌ・バルレット（Séverine Varlette）を中心に設立。
日本とフランスをつなぐことで、日本のクリエイティブを活かした作品づくりを目指している。
2012年から2013年にかけて、フランスのPollux Animationからの依頼で、Ululeを通じた資金調達により『ASTERION』の2分間のパイロット版を制作。
2013年、日本のpH STUDIOからの依頼で、株式会社ヤマサキのヘアケアブランド「La Sana」のイメージCMのアニメーションを制作。
2014年公開のフランスのコメディ映画『Lou! Journal Infime』の作品内に登場するアニメ『Sidera』を制作。
2015年、カナダのSteambot Studioからの依頼で、Kickstarterを通じた資金調達により『URBANCE』の26分間のパイロット版を制作。
2016年7月8日、パリのJapan Expo2016において、磯光雄監督による長編アニメ映画『Les Pirates de la Reunion Le Reveil des dodos』（レユニオンの海賊とドードー鳥）の制作を発表。しかし、その後の続報はない。
2017年、ラショーン・トーマス監督によるCrunchyroll初のオリジナル短編アニメ『チルドレン・オブ・イーサ』を制作。同年公開のアニメ映画『ひるね姫 〜知らないワタシの物語〜』の制作にフランス在住のフランス人を含むスタッフが多数参加。
2021年、アメリカのファーストフードチェーン大手のタコベルが東京オリンピックの開催に合わせて復活させた「ナチョフライ」のCM『Fry Force』を制作。製作はニューヨークとロサンジェルスにスタジオがあるCM制作プロダクションのPsyop。Yapikoが制作したのは日本のロボットアニメのパロディで、ナチョフライを守るために有人ロボット部隊フライフォースがモンスターと戦うという内容になっている。

## 関連人物

### スタッフ
- エディ・メホング＝シ＝リ（作画監督、日本支店長）
- 熊田知子（翻訳、統括）
- アントニー・アルベルティーニ（制作進行）
- ローデリック・マドレ＝アルベルティーニ（営業）

### 外部スタッフ
- 玉村仁（演出）
- 須田正己（故人、アニメ監督、顧問）
- 小林七郎（故人、美術監督、顧問）
- 清水洋（作画監督、キャラクターデザイナー）
- 高橋裕一（作画監督、キャラクターデザイナー）
- 沓名健一（作画監督、キャラクターデザイナー）
- 久保川絵梨子（作画監督、作画）
- 丸加奈子（作画監督、作画）
- セドリック・エロール（キャラクターデザイナー、作画）
- クリストフ・フェレラ（キャラクターデザイナー、作画）
- アントワーヌ・アンタン（キャラクターデザイナー、作画）
- アレクサンドル・ウルマン（作画）
- 西澤千恵（作画）
- 由良野千夏（作画）
- 佐々木梓（色彩設計、色指定）
- ピエール・ジネル（制作進行、翻訳）
- 国島絢香（制作進行）
- 坂本剛一（制作進行）